# Сурти
Су́рти (рос. Сурты, марій. Сурты) — село у складі Медведевського району Марій Ел, Росія. Входить до складу Русько-Кукморського сільського поселення.
Стара назва — Суртово.

## Населення
Населення — 21 особа (2010; 28 у 2002).
Національний склад (станом на 2002 рік):
- росіяни — 57 %
- лучні марійці — 43 %